# Kulturbolschewismus
Der Begriff Kulturbolschewismus ist ein politisches Schlagwort, das in einem abwertenden Sinn für Künstler, Kunst, Architektur und Wissenschaft verwendet wurde, die entsprechend den Vorstellungen des Nationalsozialismus als zu progressiv und linksgerichtet abgelehnt wurden. Er leitet sich von der Bezeichnung Bolschewismus für die kommunistische Lehre russischer Prägung ab. Der Begriff unterstellt den damit abgestempelten Künstlern, Wissenschaftlern und Kunstwerken, sie seien in Deutschland zur Zeit der Weimarer Republik „Schrittmacher des sich verbreitenden politischen Bolschewismus“ gewesen und wollten „mit Kunst den Bolschewismus vorbereiten.“ Die so Angegriffenen setzten sich – solange es ihnen noch nicht verboten war – gekonnt ironisch zur Wehr, wie Carl von Ossietzky:

„Wenn der Kapellmeister Klemperer die Tempi anders nimmt als der Kollege Furtwängler, wenn ein Maler in eine Abendröte einen Farbton bringt, den man in Hinterpommern selbst am hellen Tag nicht wahrnehmen kann, wenn man für Geburtenregelung ist, wenn man ein Haus mit flachem Dach baut, so bedeutet das ebenso Kulturbolschewismus wie die Darstellung eines Kaiserschnitts im Film. Kulturbolschewismus betreibt der Schauspieler Chaplin, und wenn der Physiker Einstein behauptet, daß das Prinzip der konstanten Lichtgeschwindigkeit nur dort geltend gemacht werden kann, wo keine Gravitation vorhanden ist, so ist das Kulturbolschewismus und eine Herrn Stalin persönlich erwiesene Gefälligkeit.“

Den Begriff selbst geprägt hatte der Theaterkritiker Alfred Mühr in seiner 1927 erschienenen Kritik des Stückes Gewitter über Gotland von Ehm Welk.
Der von der NS-Propaganda oft verwendete davon abgeleitete Terminus „Baubolschewismus“ oder „Kunstbolschewismus“ wurde vom Berner Architekten Alexander von Senger geprägt, der damit ursprünglich moderne architektonische Ideen brandmarken wollte, die ihre Wurzeln in Moskau hätten. Bis 1933 gehörte das Schlagwort zum Vokabular aller bürgerlichen Parteien und bezeichnete Kulturverfall im weitesten Sinne (siehe auch: Kulturpessimismus). Danach erhielt es die Bedeutung des „Kampfes gegen zersetzende artfremde ... Kultur“ und sogenannte „entartete Kunst“.